# Yangel Herrera
Yangel Clemente Herrera Ravelo (La Guaira, 7 de janeiro de 1998) é um futebolista venezuelano que atua como volante. Atualmente joga pelo Girona.

## Carreira
Yangel Herrera fez parte do elenco da Seleção Venezuelana de Futebol da Copa América de 2016.

## Títulos

### Prêmios individuais
- Bola de Bronze da Copa do Mundo FIFA Sub-20: 2017